# Тест Дікі-Фуллера
У статистиці, тест Дікі–Фуллера використовують для перевірки нульової гіпотези про наявність одиничного кореня в авторегресійній моделі. Альтернативна гіпотеза варіюється в залежності від версії тесту, але зазвичай означає наявність стаціонарности або тренд-стаціонарности. Названий на честь статистиків Девіда Дікі і Вейна Фулера, що розробили тест в 1979 році.

## Тлумачення
Просту АР(1) подають як
{\displaystyle y_{t}=\rho y_{t-1}+u_{t}\,}
де {\displaystyle y_{t}} змінна яку моделюють, {\displaystyle t} — часова змінна, {\displaystyle \rho } — коефіцієнт і {\displaystyle u_{t}} is the похибки. Маємо справу з одиничним коренем якщо{\displaystyle \rho =1}. В такому випадку модель нестаціонарна.
Регресійну модель можна подати у вигляді
{\displaystyle \Delta y_{t}=(\rho -1)y_{t-1}+u_{t}=\delta y_{t-1}+u_{t}\,}
де {\displaystyle \Delta } — оператор першого диференціювання. Таку модель можна оцінити і тестування на наявність одиничного корення тотожне тестуванню {\displaystyle \delta =0} (де {\displaystyle \delta \equiv \rho -1}). Позаяк тестують не вихідні дані, а лишки скористатися t-розподілом для отримання критичних значень не можна. Тому, наша статистика {\displaystyle t} має спеціальний розподіл відомий як таблиця Дікі-Фулера.
Є три основні версії тесту:
1. Тест на одиничний корінь:
{\displaystyle \Delta y_{t}=\delta y_{t-1}+u_{t}\,}
2. Тест на одиничний корінь з самопливом:
{\displaystyle \Delta y_{t}=a_{0}+\delta y_{t-1}+u_{t}\,}
3. Тест на одиничний корінь з самопливом і визначним відхиленням:
{\displaystyle \Delta y_{t}=a_{0}+a_{1}t+\delta y_{t-1}+u_{t}\,}
Кожна версія тесту має власні критичні значення, які залежать від розміру вибірки. У всіх випадках нульовою гіпотезою є наявність одиничного кореня, {\displaystyle \delta =0}. Тести мають низьку потужність позаяк часто не можуть відрізнити справжній процес з одиничним коренем ({\displaystyle \delta =0}) і процесом з коренем близьким до одиниці ({\displaystyle \delta } близьке до нуля). В таких випадках кажуть про «проблему позірної нерозрізнености».
Інтуїтивно тест можна пояснити наступним чином. Якщо ряд {\displaystyle y} — стаціонарний (чи відхилиннєво стаціонарний), тоді він має схильність повертатися до середнього зі сталим значенням (чи мати визначне відхилення середнього). Тому, великі значення ряду матимуть схильність передувати малим значенням ряду (негативні зміни), a малі — будуть схильні передувати більшим значенням (позитивні зміни). Таким чином, рівень значень ряду буде значущим прогнозувальником змін у наступному проміжку часу, і матиме від'ємний знак коефіцієнта. Якщо ж ряд інтегровний, то позитивні й негативні зміни відбуватимуться з ймовірностями не залежними від теперішнього значення ряду; як у випадковому блуканні, де поточна позиція не впливає на напрям руху в наступному періоді.
Зауважимо, що
{\displaystyle \Delta y_{t}=a_{0}+u_{t}\,}
що можна переписати як
{\displaystyle y_{t}=y_{0}+\sum _{i=1}^{t}u_{i}+a_{0}t}
де визначне відхилення визначається {\displaystyle a_{0}t}, a стохастична константа задається як {\displaystyle y_{0}+\sum _{i=1}^{t}u_{i}}, у такому випадку маємо справу зі стохастичним відхиленням (трендом).
Існує також узагальнення тесту Дікі-Фулера (ДФ) яке називають розширений тест Дікі-Фулера (рДФ), у якому усуваються всі структурні чинники (автокореляція) з часового ряду, а відтак застосовують ту ж процедуру, що й у тесті ДФ.